# Сан-Висенте (залив)
Сан-Висенте (исп. Bahía de San Vicente) — залив, расположенный в провинции Консепсьон области Био-Био в центральной части Чили.

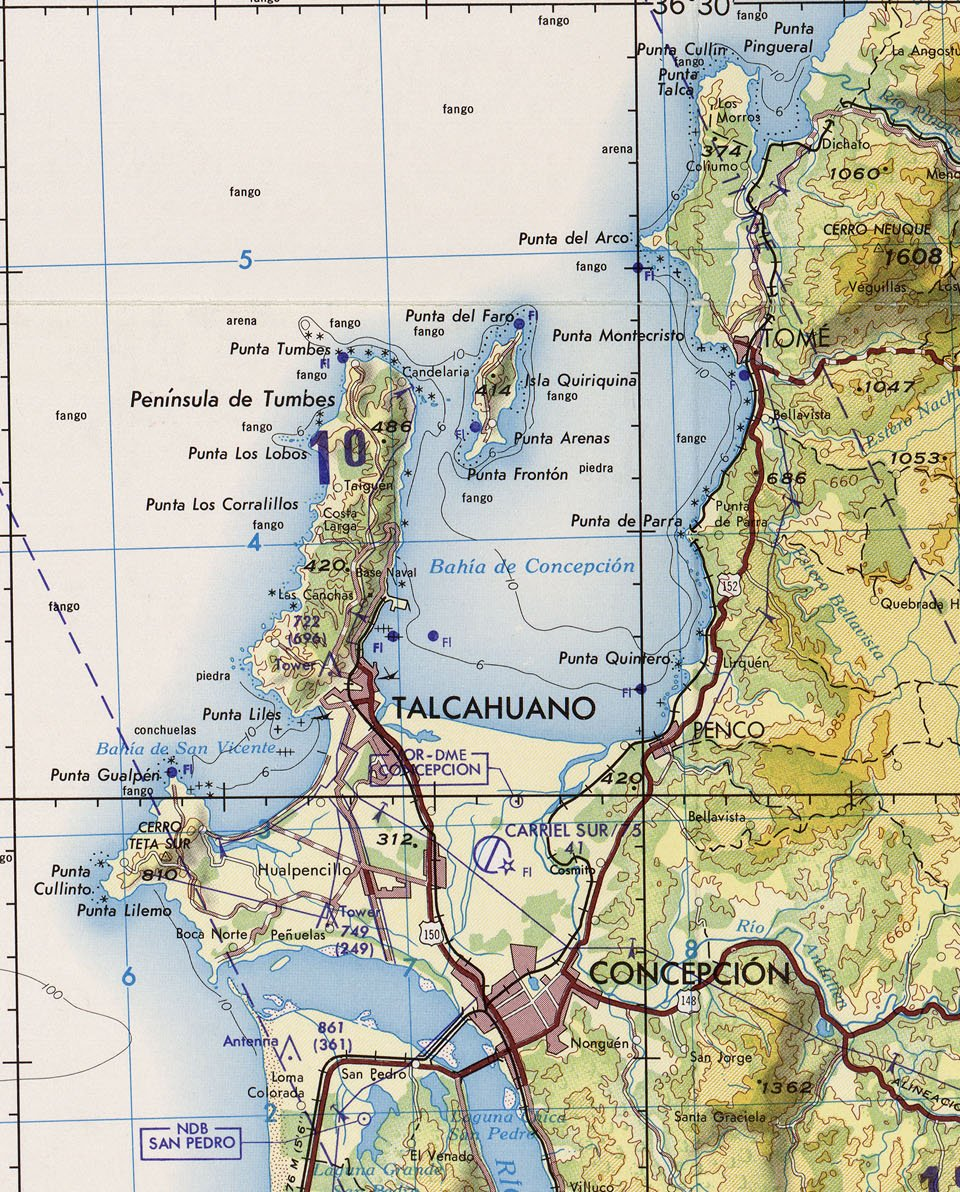
Заливы Сан-Висенте и Консепсьон на карте

Залив лежит между полуостровами Тумбес и Уалпен. На берегу залива расположен порт Сан-Висенте, в настоящее время являющийся частью города Талькауано.
25 мая 2007 года из-за повреждения трубопровода произошёл вылив нефти с судна «New Constellation». В результате 350 м³ нефти попало в залив, что вызвало загрязнение побережья и нанесло урон экологии залива.